# 白岭站
白岭站，位于哈尔滨市阿城区白岭村，是滨绥铁路沿线车站。距哈尔滨站73公里，绥芬河站475公里。现隶属哈尔滨铁路局管辖，为五等站。